# Marcos René Maidana
Marcos René Maidana (* 17. Juli 1983 in Margarita, Provinz Santa Fe) ist ein ehemaliger argentinischer Profiboxer. Er war Weltmeister der World Boxing Association (WBA) im Halbweltergewicht und Weltergewicht.

## Amateurkarriere
Marcos Maidana wurde 2002 und 2003 Argentinischer Meister im Halbweltergewicht und qualifizierte sich für die Weltmeisterschaften 2003 in Bangkok. Dort besiegte er in den Vorrunden den Italiener Brunet Zamora und den Serben Bogdan Mitić und erreichte somit das Viertelfinale, wo er jedoch dem späteren Bronzemedaillengewinner Tofik Achmenow aus Aserbaidschan mit 28:36 nach Punkten unterlag.
2004 nahm er an der amerikanischen Olympiaqualifikation in Tijuana und Rio de Janeiro teil. Er besiegte dabei Shammalye Lightbourne von den Bahamas, Kevin Bizier aus Kanada und Austin Joseph von den Jungferninseln, verlor jedoch gegen Juan de Dios Navarro aus Mexiko (41:50) und Rock Allen aus den USA (19:29). Nachdem er sich somit nicht für die Olympischen Sommerspiele hatte qualifizieren können, wechselte er noch im Juni selben Jahres ins Profilager. Insgesamt gewann er als Amateur 86 von 90 Kämpfen.

## Profikarriere
Er gewann seine ersten 25 Kämpfe in Folge, davon 24 durch Knockout, 10 davon bereits in der ersten Runde. In seinem 8. Kampf am 7. Mai 2005 gegen Omar León musste er in Runde 1 zwar erstmals in seiner Profikarriere zu Boden, konnte jedoch León anschließend zweimal niederschlagen, worauf er vorzeitig durch Technischen Knockout gewann. Einen weiteren Kampf gegen Omar León sechs Monate später gewann er nach nur 21 Sekunden der 1. Runde durch Knockout.
Am 7. Februar 2009 boxte er in der Stadthalle Rostock erstmals um den Weltmeistertitel der WBA im Halbweltergewicht, unterlag jedoch überraschend und umstritten dem ukrainischen Titelträger Andreas Kotelnik, der schwer gezeichnet war, knapp nach Punkten. Doch bereits in seinem nächsten Kampf am 27. Juni 2009 sicherte er sich den Interims- Weltmeistertitel der WBA durch Technischen K. o. in Runde 6 gegen den späteren WBC-Weltmeister Victor Ortiz. Bei dem spektakulären Kampf musste Maidana dreimal zu Boden, konnte jedoch seinerseits Ortiz zweimal niederschlagen; schließlich beendete der Ringarzt den Kampf zugunsten von Maidana, da er Ortiz aufgrund einer Platzwunde über dem rechten Auge und einer Schwellung unter dem linken Auge ein Weiterboxen untersagte.
Seinen Interimstitel verteidigte er noch durch K. o. in Runde 3 gegen William González aus Panama, durch K. o. in Runde 6 gegen den ungeschlagenen Victor Manuel Cayo aus der Dominikanischen Republik und durch einstimmigen Punktesieg gegen den ehemaligen WBO-Weltmeister DeMarcus Corley.
Am 11. Dezember 2010 boxte er in Las Vegas gegen Amir Khan um den regulären Weltmeistertitel der WBA. Der Kampf war äußerst spektakulär und wurde von Boxlegende Óscar de la Hoya als einer der besten Kämpfe des Jahrzehnts bezeichnet. Die Boxing Writers Association of America wählte das Duell zum „Kampf des Jahres“. Khan gelang in der ersten Runde durch mehrere Körpertreffer ein Niederschlag, er wurde jedoch selbst in Runde 10 schwer getroffen und torkelte in die Ringseile. Maidana wurde durch einen Schlag mit dem Ellbogen noch durch Punktabzug bestraft, was schlussendlich Khan den Sieg nach Punkten einbrachte.
Am 9. April 2011 konnte er sich jedoch erneut den Interims-Weltmeistertitel der WBA erkämpfen, als er in Las Vegas Érik Morales nach Punkten besiegte. Nachdem Amir Khan durch seinen Sieg gegen Zab Judah am 23. Juli 2011 zum Superweltmeister der WBA ernannt wurde und dadurch seinen regulären WM-Titel niederlegte, wurde Maidana zum regulären WBA-Weltmeister ernannt.
Am 27. August hätte er seine erste Titelverteidigung gegen den 28-jährigen US-Amerikaner Robert Guerrero (29-1-1) bestreiten sollen, jedoch musste dieses Duell aufgrund einer Schulterverletzung des ehemaligen, zweifachen IBF-Weltmeisters im Leichtgewicht und ehemaligen IBF-Weltmeisters im Superfedergewicht abgesagt werden.
Am 23. September 2011 verteidigte er den Titel stattdessen gegen den schlagstarken Russen Peter Petrow und gewann durch Technischen K. o in der vierten Runde. Am 25. Februar 2012 boxte er in St. Louis gegen Devon Alexander und verlor dabei nach Punkten. Sein WBA-Titel stand nicht auf dem Spiel, da der Kampf im Weltergewicht stattfand.
Anschließend wechselte er ins Weltergewicht und legte dafür seinen WM-Titel nieder. Am 15. September 2012 besiegte er den Mexikaner Jesús Soto Karass vorzeitig in der achten Runde und wurde dadurch Internationaler Meister der WBA. Am 8. Juni 2013 gewann er zudem vorzeitig gegen Josesito López (30-5). Am 14. Dezember 2013 besiegte er den WBA-Weltmeister Adrien Broner (27-0) einstimmig nach Punkten und hatte seinen Gegner auch zweimal am Boden. Dieser Sieg wurde vom Ring Magazine zur Überraschung des Jahres und zum Comeback des Jahres gewählt.
Anschließend boxte er am 3. Mai 2014 in Las Vegas gegen WBC-Weltmeister Floyd Mayweather Jr. (50-0), unterlag dabei jedoch knapp durch 1:2 Mehrheitsentscheidung der Punktrichter. Im Rückkampf am 13. September verlor er erneut nach Punkten. Dies war sein zugleich letzter Boxkampf.

## Weiteres
Marcos René Maidana hatte im Alter von 15 Jahren mit dem Boxen begonnen und beendete seine Karriere im August 2016 im Alter von 33 Jahren. Seinen ersten Profikampf bestritt er am 12. Juni 2004, seinen letzten am 13. September 2014. Insgesamt bestritt er 40 Profikämpfe in Argentinien (23), den USA (10), Deutschland (6) und Panama (1), wobei er 193 Runden im Ring stand. 31 seiner 35 Siege gewann er durch K. o. oder TKO, 23 davon innerhalb von drei Runden, was einer K.-o.-Quote von 78 % entspricht. Selbst verlor er jedoch nie vorzeitig.
Im Laufe seiner Karriere boxte er neun Mal gegen ehemalige, amtierende oder spätere Weltmeister, wobei er Victor Ortiz, DeMarcus Corley, Erik Morales und Adrien Broner besiegen konnte, während er Niederlagen gegen Andreas Kotelnik, Amir Khan, Devon Alexander und Floyd Mayweather Jr. (zweimal) erlitt. Im April 2014 zierte er die Titelseite des Ring Magazine, im Dezember 2013 wurde er mit dem goldenen Olimpia-Preis (Olimpia de Oro) als Argentiniens Sportler des Jahres ausgezeichnet. Diese Auszeichnung hatte im Vorjahr ebenfalls ein Boxer, Sergio Martínez, erhalten.
Seinen Spitznamen „El Chino“, spanisch für „Chinamann“, erhielt er schon als Kind aufgrund seines asiatischen Aussehens. Sein jüngerer Bruder Fabián Andrés Maidana ist ebenfalls Profiboxer und war als Amateur unter anderem Silbermedaillengewinner der Jugend-Weltmeisterschaften 2010 und Bronzemedaillengewinner der Olympischen Jugend-Sommerspiele 2010.